# 蒂爾特區
蒂爾特區（荷蘭語：Arrondissement Tielt）是比利時弗拉芒大區西佛兰德省的一個区。該區轄有9個市鎮，面積329.79平方公里，2020年1月1日人口為93329人。

## 市鎮
蒂爾特區下轄以下市鎮：
- 阿尔多耶（Ardooie）
- 登特海姆（Dentergem）
- 默勒贝克（Meulebeke）
- 东罗泽贝克（Oostrozebeke）
- 皮特姆（Pittem）
- 赖瑟莱德（Ruiselede）
- 蒂尔特（Tielt）
- 维尔斯贝克（Wielsbeke）
- 温厄讷（Wingene）